# Marvin Ducksch
Marvin Ducksch (Dortmund, 7 de marzo de 1994) es un futbolista alemán. Juega de delantero y su equipo es el Birmingham City F. C. de la EFL Championship de Inglaterra.

## Biografía

### Comienzos
Ducksch comenzó a jugar el fútbol a la edad de cuatro años y se inscribió en la academia del BSV Fortuna Dortmund 58 en 1998, donde fue al principio entrenado por su padre, Klaus Ducksch, que era el entrenador del club en ese entonces. En la temporada 2002–03, Ducksch fue explorado por Borussia Dortmund y se inscribió en la academia de Borussia Dortmund a la edad de ocho años.

### Borussia Dortmund
Ducksch se considera como uno de los grandes talentos prometedores de la academia BVB y mientras se desarrollaba en la academia BVB, mostró su buen y agudo instinto de gol; en la primera mitad de la temporada 2011–12 jugando con la academia BVB U-19, Ducksch jugó 26 partidos y marcó 16 goles.
En la segunda mitad de la temporada 2011–12, Ducksch fue promovido al segundo equipo de Dortmund y jugó su primer partido con Borussia Dortmund II el 28 de enero de 2012 en una victoria por 2-1 sobre el segundo equipo de Bayer Leverkusen en la Regionalliga Oeste. Después de jugar unos partidos con Borussia Dortmund II en Regionalliga, Ducksch marcó siete goles en cinco juegos consecutivos marcando tripletes contra el SC Fortuna Köln, SV Elversberg y goles contra los segundos equipos de 1. FSV Maguncia 05, 1. FC Köln y Eintracht Frankfurt. Borussia Dortmund II aseguró la promoción a la 3. Liga.
En la temporada 2012–13, Ducksch hizo su debut del fútbol profesional el 3 de agosto de 2012 en un partido del Borussia Dortmund II contra Alemannia Aachen en la temporada 2012-13 de la 3. Liga, y el 18 de mayo de 2013, Ducksch marcó el único gol en el 1-0 de Borussia Dortmund II de visitante contra el segundo equipo de VfB Stuttgart.
En la temporada 2013–14 de Bundesliga, Ducksch se instaló en el primer equipo del Borussia Dortmund y el 3 de agosto de 2013, en el partido de la primera ronda de la DFB-Pokal 2013–14, anotó en la victoria por 3-0 sobre SV Wilhelmshaven donde marcó su primer gol para el equipo mayor en su primer partido para Borussia Dortmund.
En junio de 2014 fue cedido al SC Paderborn 07 para la temporada 2014/15.
En julio de 2015 vuelve al Borussia Dortmund después de haber sido cedido al SC Paderbon 07 la anterior temporada.

## Selección nacional
El 18 de noviembre de 2023 hizo su debut con la selección de Alemania jugando los últimos minutos de una derrota por dos a tres en un amistoso ante Turquía.

### Participaciones en Campeonato Europeo
| Campeonato                                | Sede   | Resultado  |
| ----------------------------------------- | ------ | ---------- |
| Campeonato Europeo Sub-17 de la UEFA 2011 | Serbia | Subcampeón |

### Participaciones en Copas del Mundo
| Mundial                       | Sede   | Resultado    |
| ----------------------------- | ------ | ------------ |
| Copa Mundial de Fútbol Sub-17 | México | Tercer lugar |

## Clubes
| Club                        | País       | Año       |
| --------------------------- | ---------- | --------- |
| Borussia Dortmund II        | Alemania   | 2012-2013 |
| Borussia Dortmund           | Alemania   | 2013-2015 |
| S. C. Paderborn 07 (cedido) | Alemania   | 2014-2015 |
| Borussia Dortmund II        | Alemania   | 2015-2016 |
| F. C. Sankt Pauli           | Alemania   | 2016-2018 |
| Holstein Kiel (cedido)      | Alemania   | 2017-2018 |
| Fortuna Düsseldorf          | Alemania   | 2018-2019 |
| Hannover 96                 | Alemania   | 2019-2021 |
| Werder Bremen               | Alemania   | 2021-2025 |
| Birmingham City F. C.       | Inglaterra | 2025-     |